# サマセット・モーム
ウィリアム・サマセット・モーム（英語: William Somerset Maugham, CH、1874年1月25日 - 1965年12月16日）は、イギリスの小説家、劇作家。

## 紹介
モームは、フランスのパリで生まれた。10歳で孤児となり、イギリスに帰国後、医師となった。第一次世界大戦においては軍医として従軍し、その後、諜報部員としても活動した。
1919年、モームは『月と六ペンス』によって注目を集め、人気作家としての地位を確立した。彼の作品は、平明な文体と巧みな物語展開によって特徴づけられ、大衆的な人気を博し、最良の意味での通俗作家として名を成した。
モームの代表的な長編作品には、『人間の絆』や『お菓子と麦酒』があり、短編作品としては「雨」や「赤毛」が知られている。また、戯曲においては「おえら方」など、多岐にわたるジャンルの作品を執筆した。
ロシア革命時、モームは英国秘密情報部に所属する情報工作員であった。この時の経験は、彼の作品『アシェンデン』の題材となっている。また、モームは同性愛者としても知られている。

## 経歴

### 孤独な青年期
1874年1月25日、ウィリアム・サマセット・モームはフランス・パリで生を受けた。両親はともにイギリス人であり、父ロバート（1823年生まれ）は在パリ英国大使館に顧問弁護士として勤務、サマセットは4人兄弟の末子であった。父と母は17歳という年齢差があり、母メアリは名門の家柄で軍人の娘であり、その美貌からパリ社交界の華と謳われた。彼女のもとには、作家プロスペル・メリメや画家ギュスターヴ・ドレも訪れたという。
1882年、母メアリが肺結核により、1884年には父ロバートが癌により逝去し、モーム一家は離散した。モームはイングランド南東部ケント州ウィスタブルにおいて、牧師である叔父ヘンリー・マクドナルドのもとに引き取られる。しかし、叔父との関係は良好とは言えず、慣れない田舎での生活は彼に孤独を強いた。13歳でカンタベリーのキングズ・スクールに入学するも、英語を流暢に話すことができず、加えて生来の吃音のため周囲から迫害を受け、それは生涯にわたる彼のコンプレックスとなった。これらの経験は、彼の自伝的大作『人間の絆』の前半部分に克明に描写されている。
14歳から15歳にかけて、モームは肺結核を患い、南フランスで転地療養を送る。この地で彼は初めて、束縛のない自由な青春の日々を経験した。16歳の時、ドイツのハイデルベルク大学に遊学する。この滞在中、多くの人と接する法律家や牧師の仕事が自身の性には不向きであると悟り、作家を志すようになる。しかし、牧師になることを望む叔父と対立し、結局18歳の時、ロンドンの聖トマス病院付属医学校に入学する。彼は学業に熱心に取り組むことはなく、主に耽美派などの文学書を読み耽った。また、貧民街に居住し、インターンとして病院に勤務した経験を通して、人間の赤裸々な本質を深く知ることとなった。
一連の経験を糧として、モームは1897年にフランス自然主義文学の影響を受けた処女作『ランベスのライザ（英語版）』を出版し、一定の評価を得るものの、商業的な成功には至らなかった。同時期に彼は医師の資格を取得した。文学者としての道を歩むことを決意し、その後も作品を発表し続けたが、目立った成果は得られず、試行錯誤を繰り返す日々を送った（彼自身も納得がいかなかったためか、後の一覧に見られるように、この時期の作品の多くを封印している）。

### 旅行と諜報活動
モームは、生涯にわたり頻繁に長期旅行を行った作家である。作家として世に出ると、まずスペイン・アンダルシア地方を旅し、1905年に印象記『聖母の国』（The Land of the Blessed Virgin）を発表した。その後も度々アンダルシアを訪れ、1920年には滞在記『アンダルシア：スケッチと印象』（Andalusia: sketches and impressions）、1935年から1936年には歴史物語『ドン・フェルナンド』（Don Fernando）を刊行している。30歳頃からはパリに長期滞在し、イタリア各地やシチリア島も頻繁に訪れた。1902年頃から戯曲の執筆を開始し、『信義の人』、『ドット夫人』、『ジャック・ストロー』、『スミス』などが上演され、劇作家としての名声を確立した。1912年より、自身の半生を回顧する意味合いを持つ大作『人間の絆』の執筆に着手した。
1914年、第一次世界大戦が勃発すると、モームは志願してベルギー戦線の赤十字野戦病院に勤務した。その後、諜報機関に転属となり、スイス・ジュネーヴに滞在して活動を行った。公には劇作家としての活動を継続した。1915年には大作『人間の絆』が出版されたが、戦時中であったため注目を集めることはなかった。しかし、同時期に執筆した戯曲『おえら方』は、1917年にアメリカで上演され、大きな成功を収めた。この時期に結婚し、一人娘ライザが誕生している。
1916年、健康を害し諜報活動を休止すると、モームはアメリカへ渡り、さらにタヒチ島をはじめとする南太平洋の島々を訪れた。翌1917年には、アメリカから大正期の日本、シベリアを経由してペトログラードへと向かった。ロシア革命の渦中にあったペトログラードでは、MI6の諜報員としてアレクサンドル・ケレンスキーと接触し、資金援助を行った。ドイツとの単独講和を阻止するために派遣されたものであったが、単独講和を主張するボリシェヴィキが戦争継続を主張するケレンスキー臨時政府を打倒し、その試みは失敗に終わった。
激務が祟り肺を悪化させたモームは帰国し、スコットランドのサナトリウムで療養した。この時期に、画家ポール・ゴーギャンの生涯を基にした『月と六ペンス』の構想を練り、執筆を開始した。1919年に出版された同作はアメリカでベストセラーとなり、『人間の絆』も再評価され、モームは英語圏の作家として世界的な名声を得た。
1930年代末の第二次世界大戦勃発まで、モームは『木の葉のそよぎ』、『カジュアリーナ・トリー』をはじめとする太平洋を舞台にした短編集や、当時の文豪トーマス・ハーディをモデルとしたことで物議を醸した『お菓子とビール（英語版）』、中年になった舞台女優の恋を描いた『劇場』などの長編、「おえら方」、「ひとめぐり」などの戯曲を発表し、旺盛な創作活動を行った。なお、この時期、モームは最も高い執筆料を得る作家の一人とされていた。
1920年代には、取材を兼ねて世界各国への船旅を続け、ニューヨークをはじめとするアメリカ各地、南太平洋を訪れ、後に中国大陸、マレー半島、インドシナ半島を歴訪し、これらの経験は主に短編作品として結実した。1926年には、フェラ岬（モナコやニースに近い高級住宅地）に、生涯の本拠地となる大邸宅を購入した。1927年には夫人シリーと離婚した。これらの出来事を経つつ、キプロス島をはじめとする地中海各地、北アフリカ、西インド諸島などにも長期旅行を行い、紀行記『南海旅行記』（My South Sea Island）や、1930年に東南アジア地域の旅行記『一等室の紳士』（The Gentleman in the Parlour）を出版している。
シンガポールに建つラッフルズ・ホテルを「ラッフルズ、その名は東洋の神秘に彩られている」と絶賛し、長期滞在した。シンガポールMRTのサマセット駅は、モームの名に由来するものである。他に、タイ・バンコクのザ・オリエンタル・バンコクを高く評価し、こちらも長期滞在しており、現在同ホテルにはモームの名を冠したスイートルームが存在する。

### 活動後期と晩年
1933年、『シェピー』の上演をもって戯曲創作を終える。1935年には、自作の評論を兼ねた自伝『要約すると』を出版した。翌1936年、娘ライザがロンドンで結婚し、モームは彼女に家を贈った。1937年から翌年にかけては、インド各地を旅行した。
第二次世界大戦勃発前後の時期、モームはイギリス当局の依頼によりフランスで情報宣伝活動に従事する。しかし、1940年6月のパリ陥落に伴い、邸宅を撤収してロンドンへ亡命した。翌1941年には、自身の体験を手記としてまとめた『極めて個人的な話』を公刊した。同年10月、リスボン経由でニューヨークへ渡り、大戦終結までアメリカ各地に滞在する。戦時中には、大作『剃刀の刃』を刊行し、多大な反響を呼んだ。この作品は1946年に映画化されている。
大戦中、リヴィエラの邸宅は枢軸軍と連合軍双方の軍隊に占拠され、激しく損傷を受けた。しかし、修復を経て1946年より再び居住を開始し、同年にはチェーザレ・ボルジアとニッコロ・マキャヴェッリの政治闘争を描いた『昔も今も』を発表した。1948年刊行の『カタリーナ』を最後に、小説の執筆から筆を絶つ。その後は、『世界の十大小説』『人生と文学』などの評論やエッセイを発表し、1958年には評論集『作家の立場から』をもって、約60年に及ぶ執筆生活の終了を宣言した。ただし、1962年には短い回想記『Looking Back』を公表している。
1950年にはモロッコ、1953年にはギリシアとトルコ、1956年にはエジプト、その他ヨーロッパ各地を旅行訪問した。1954年には、戴冠間もないエリザベス2世に謁見し、名誉勲位を叙勲された。
1959年には客船でアジア各地を旅行し、同年11月から12月にかけて日本を訪問した。約1か月間の滞在中、横浜到着の客船上では吉田健一と面会し、主に帝国ホテルに滞在した。日本橋丸善本店で開催された「モーム展」の開会式に出席し、関西旅行を挟み（主に田中睦夫が同行案内）、翻訳者の英文学者らと交流した。帰路はサイゴンを経てバンコクに長期滞在している。
1961年には文学勲章位（the Order of the Companion of Literature）を受章した。1962年には、所有していた多数の絵画をサザビーズ・オークションで売却し、同時に解説を付したコレクション画集『自らの楽しみのためだけに』（Purely For My Pleasure）を、1963年には序文などを収録した『Selected Prefaces and Introductions』を公刊した。
晩年は高齢による認知症を発症し、親族との間で被害妄想などのトラブルを起こした。1965年12月暮れ、長期入院していたニースのアングロ・アメリカン病院から、自身の希望によりリヴィエラの邸宅へ戻り、間もなく死去した。享年91であった。

## 作家評
モームの作品は平明な文体と巧妙な筋書きを本分としている。モームは面白い作品こそが自らの文学であるといい、ゆえに通俗作家と評されてきた。モームは小説の真髄は物語性にあると確信し、ストーリーテリングの妙をもって面白い作品を書き続けたが、作品の中にはシニカルな人間観がある。
幼少時に母メアリが42歳の若さで亡くなっており、この母への思慕は相当なもので『人間の絆』の冒頭部でも描かれている。またモームは吃音に苦しみ、ますます孤独感を強めていった。こういった境遇の後に、医学生時代に暮らした貧民街に住む人々と交わったことは、モームに人間の奥底をのぞかせた。訳者中野好夫は、来日した晩年のモームと面談、その作品について「通俗というラッキョウの皮をむいていくと、最後にはなにもなくなるのではなく、人間存在の不可解性、矛盾の塊という人間本質の問題にぶつかる」と評している。その姿勢は、『人間の絆』において「ペルシャ絨毯の哲学」として提出される、人生は無意味で無目的という人生観に現れている。人生を客観的に描いてきたモームは、自伝著作『要約すると』で「自分は批評家たちから、20代では冷酷(brutal)、30代では軽薄(flippant)、40代では冷笑的(cynical)、50代では達者(competent)と言われ、現在60代では浅薄(superficial)と評されている」と書いている。
その文体は非常に平明であり、ヴォルテールやスコットに学んだものでもある。作品（特に 要約すると Summing up ）は、戦後日本の英語教育で入試問題、テキストとして広く用いられた。

## エピソード
- 喜劇俳優グルーチョ・マルクスはモームを敬愛しており、アメリカ在住の時期に面会したが、同性愛者と知り失望したと回想している。
- 生涯の友人であった映画監督のジョージ・キューカーは、モームにホモセクシャルとしていかに慎重に振舞うかを習い、ハリウッドの荒海を生き抜いたという[5]。
- 皮肉な名言の一つに「イギリスで美味しい食事をとるならば3食朝食を食べるべき」がある[6]。
- 曾孫にあたるデレク・パラヴィチーニは目が不自由なサヴァン症候群のピアニストとして活躍している[7]。
- 不仲だった実兄フレデリック・モーム（英語版）は、著名な法律家で英国大法官を務めた（1938年3月9日 – 1939年9月3日）。ロビン・モーム（英語版）（1916年 - 1981年）はその息子。
- アイデアが出ない時は、ひたすら自分の名前を繰り返しタイプライターで打ち続けていた。
- モーム自ら選んだ、名作の短篇作品集が複数出されている。日本版は古くは『世界100物語』（河出書房新社、全5巻、1961年、新版全8巻、1997年）。新版は『S・モームが薦めた米国短篇』（小牟田康彦訳、未知谷、2017年）がある。20世紀初頭の6篇を収録。
- 1955年から1965年にかけ、ノーベル文学賞候補に6度ノミネートされたが受賞は逸した。

## 作品一覧
※は電子書籍化（短編集・戯曲も、新訳（21世紀刊）以外は、版元はグーテンベルク21）

### 長編
- ランベスのライザ（英語版）（Liza of Lambeth、1897年）、田中西二郎訳 新潮社「全集 1巻」/ 北川悌二訳※「ライザの初恋」 講談社文庫
- クラドック夫人（英語版）（Mrs Craddock、1902年）、増野正衛訳 「全集 28巻」
- 魔術師（英語版）（The Magician、1908年）、田中西二郎訳※ 「全集 29巻」 、国書刊行会〈世界幻想文学大系9〉、ちくま文庫
- 人間の絆（Of Human Bondage、1915年）、行方昭夫訳（岩波文庫 上中下）
  - 金原瑞人訳※（新潮文庫 上下）、「人間のしがらみ」河合祥一郎訳※（光文社古典新訳文庫 上下）
  - 旧訳：中野好夫訳（新潮文庫・旧版 上下）、守屋陽一訳 （角川文庫）、厨川圭子訳 （旺文社文庫）、北川悌二訳※（講談社文庫）、大橋健三郎訳 河出書房新社「世界文学全集」
- 月と六ペンス（The Moon and Sixpence、1919年）、行方昭夫訳（岩波文庫）、金原瑞人訳（新潮文庫）、土屋政雄訳※（光文社古典新訳文庫）
  - 旧訳：厨川圭子訳 （角川文庫）、中野好夫訳（新潮文庫・旧版）、龍口直太郎訳※（旺文社文庫）、阿部知二訳 （岩波文庫・旧版）、北川悌二訳 （講談社文庫）、大岡玲訳（抄訳版・小学館）
- 五彩のヴェール（英語版）（The Painted Veil、1925年）、上田勤訳「全集 6巻」/ 高橋昌久訳「彩られしヴェール」（文芸社）
- お菓子とビール（英語版）（Cakes and Ale、1930年）、行方昭夫訳（岩波文庫）
  - 旧訳：『お菓子と麦酒』上田勤訳（新潮文庫）、厨川圭子訳（角川文庫）、龍口直太郎訳※（旺文社文庫）
- 片隅の人生（英語版）（The Narrow Corner、1932年）、増田義郎訳「全集 8巻」/ 天野隆司訳 （ちくま文庫）
- 劇場（Theater、1937年）、龍口直太郎訳「全集 9巻」、新潮文庫 / 中野好夫訳 集英社「世界文学全集」
- クリスマスの休暇（英語版）（Christmas Holiday、1939年）、中村能三訳「全集 10巻」
- 山荘にて（英語版）（Up at the Villa、1941年）
  - 『女ごころ』、龍口直太郎訳（新潮文庫）/ 尾崎寔訳（ちくま文庫）
- 剃刀の刃（英語版）（The Razor's Edge、1944年）、斎藤三夫訳「全集 11・12巻」/ 中野好夫訳、各（上下）※、講談社文庫、ちくま文庫
- 昔も今も（英語版）（Then and Now、1946年）、清水光訳「全集 13巻」/ 天野隆司訳（ちくま文庫）- マキャベリとイタリア戦争時代を描く歴史小説。
- カタリーナ（Catalina、1948年）、大久保康雄訳「全集 14巻」- カタリーナは舞台女優、16世紀スペインが舞台。

### 主な短編作品集
- 木の葉のそよぎ（英語版） （The Trembling of a Leaf、1921年）- 南海が舞台の8編
  - 中野好夫・河野一郎訳『雨・赤毛　短篇集』新潮社「全集 15巻」/ 小牟田康彦訳『一葉の震え』近代文藝社
  - 「雨」西村孝次訳、「赤毛」厨川圭子訳 - 各・※
- 中国の屏風（英語版）（On A Chinese Screen、1922年）
  - 小池滋訳、ちくま文庫 - 中国旅行記を兼ねた短篇58篇
- カジュアリーナ・トリー（英語版）（The Casuarina tree、1926年）- 南海もの6篇「手紙」などを収録。
  - 中野好夫・小川和夫訳、ちくま文庫（新版）
  - 田中西二郎訳「園遊会まで」、西村孝次訳「手紙」- 各・※
- アシェンデン （Ashenden、1928年）、16篇の連作短編
  - 中島賢二・岡田久雄訳、岩波文庫 / 河野一郎訳「全集 17巻」、ちくま文庫（新版）
  - 加島祥造訳※、早川書房「ハヤカワ・ポケット・ミステリ」/ 篠原慎訳※、角川文庫
  - 「英国諜報員 アシェンデン」 金原瑞人訳、新潮文庫、2017年（新版）
- 一人称（First Person Singular、1931年）、作品6篇 
  - 龍口直太郎訳 「十二人目の妻」、「人間的要素」- 各・※
- アー・キン（英語版）（Ah King、1933年）- 同じく南海が舞台で6篇 
  - 増野正衛訳、ちくま文庫（新版）/「怒りの器」「書物袋」- 各・※
- 短編総集（Altogether、1934年）、自選で収録、なお総数は約120篇
- コスモポリタンズ （Cosmopolitans、1936年）、作品29篇
  - 龍口直太郎訳、ちくま文庫（新版）/ 厨川圭子訳「誘惑」、龍口直太郎訳「社交意識」※
- 変わりばえせぬ話（英語版）（The Mixture as Before、1940年）、作品10篇
  - 田中西二郎訳「ロータス・イーター」、「幸福」- 各・※
- 環境の産物（英語版）（Creatures of Circumstance、1947年）、作品15篇
  - 「モーム短篇選」 行方昭夫編訳、岩波文庫（上下）、2008年、作品18篇
  - 「マウントドレイゴ卿／パーティの前に」 木村政則訳※、光文社古典新訳文庫、2011年、作品6篇
  - 「ジゴロとジゴレット　モーム傑作選」 金原瑞人訳、新潮文庫、2015年、作品8篇

### 主な回想・評論・紀行
- ドン・フェルナンド （Don Fernando：or Variations on Some Spanish Themes、1935年）
安藤一郎訳、新潮社「全集 24巻」 /「ドン・フェルナンドの酒場で」増田義郎訳、原書房、2006年
- サミング・アップ（英語版） （The Summing up、1938年：自伝）
「要約すると」 中村能三訳 「全集 25巻」、他に新潮文庫、復刊1993年 /「サミング・アップ」行方昭夫訳、岩波文庫、2007年
- 戦うフランスの姿（France at War、1940年：宣伝の小冊子）、井出良三訳、あぽろん社
- 読書案内（Books and You、1940年）、西川正身訳、岩波新書 のち岩波文庫
- 極めて個人的な話 （Strictly Personal、1941年：手記）、井上宗次訳 「全集・別巻」
- 作家の手帳（A Writer’s Notebook、1949年：日記・雑感）、中村佐喜子訳 「全集 26巻」
- 人生と文学 （The Writer's Point of View、1951年）、龍口直太郎訳 「全集 27巻」
- とりとめもなく-モーム文学エッセイ-（Vagrant Mood, 1952年）、高橋昌久訳「マテーシス古典翻訳シリーズ　３１巻」京緑社　電子書籍
- 世界の十大小説（Ten Novels and Their Authors、1954年）、西川正身訳（上下）、岩波新書 のち岩波文庫
- 作家の立場から （Point of Views、1958年）、田中西二郎訳 「全集・別巻」

### 主な戯曲
- 信義の人（A Man of Honour、1904年）
- フレデリック夫人（英語版）（Lady Frederick、1912年）
- ジャック・ストロー（Jack Straw、1912年）
- ドット夫人（Mrs Dot、1912年）
- ひとめぐり（The Circle、1921年）
- おえら方（英語版）（Our Betters、1923年）
- 夫が多すぎて（Too many husbands、1923年）、海保眞夫訳、岩波文庫
- 手紙 （The Letter、1927年）
- 聖火（The Sacred Flame、1928年）、行方昭夫訳、講談社文芸文庫 2017年※
- シェピー（英語版）（Sheppy、1933年）- 総数は約24篇
  - 「スミス、生計をいとなむもの」 井出良三・久保田重芳訳、英宝社
  - 「報いられたもの、働き手」 行方昭夫訳、講談社文芸文庫 2018年※

### 封印作品
没後に再刊された小説作品（日本独自の版も含む）
※は各・電子書籍（モーム協会で購入可能、上記・戯曲作品も新訳）
- 聖者となるまで（The Making of a Saint、1898年）※ 宮川誠訳 - イタリアルネサンス期が舞台の長編
- 英雄（The Hero、1901年）※ 宮川誠訳
- 回転木馬（The Merry-go-round、1904年）※ 宮川誠訳（旧版・近代文芸社、2005年）
- 僧正の前掛け（The Bishop's Apron、1906年）※ 宮川誠訳『主教の装束』
- 探険家（The Explorer、1908年）※ 宮川誠訳（旧版・近代文芸社、2002年）
- 夜明け前のひととき（The Hour Before the Dawn、1942年） 井出良三訳（リーベル出版、1992年）- 戦意高揚での宣伝作品（故に自ら絶版封印）
- 指針（Orientations、1899年）、「指針　他6篇」※（旧版・創造書房、1996年）- 以下は短編
- 「サマセット・モーム未公開短編集 11篇」※ 研究会編訳（旧版・創造書房、2000年）
- 「埋めてしまった才能　モーム初訳6選」 創造書房、2002年

## 映画化作品
- スエズの東 (1925)  原案
- 港の女 (1928)
- 雨 (1932)
- 凡その人生 (1933)
- 痴人の愛 (1934)
- 彩られし女性 (1934)
- 間諜最後の日 (1936)
- 月光の女 (1940)
- 月と六ペンス (1942)
- クリスマスの休暇 (1944)
- 剃刀の刃 (1946)
- 四重奏 (1949)
- 雨に濡れた欲情 (1953)
- 私の夫（ハズ）は二人いる (1954)
- 島のならず者 (1954)
- 人間の絆 (1964)
- 剃刀の刃 (1984：2度目の映画化)
- 真夜中の銃声 (2000)
- 華麗なる恋の舞台で (Being Julia, 2004)
- ペインテッド・ヴェール ある貴婦人の過ち (2006)

## 伝記・回想
- 田中一郎 『秘密諜報員サマセット・モーム』 河出書房新社、1996年
- 村松友視 『アジア幻想　モームを旅する』 講談社、1989年／写真管洋志
- 行方昭夫 『モームの謎』（岩波現代文庫、2013年）
  - 姉妹編『モーム語録』（行方昭夫編・解説、岩波現代文庫、2010年）
- ロビン・モーム 『モームと私生活 甥の見たその生涯と家系』 朱牟田夏雄・竹内正夫訳（英宝社、1968年）
- ロビン・モーム 『モームとの対話』 服部隆一訳（パシフィカ、1979年）
- ガーソン・ケーニン 『モームの想い出』 山本和平訳（冨山房、1970年）

### 作品研究
- 朱牟田夏雄編 『サマセット・モーム 20世紀英米文学案内19』（研究社出版、初版1966年）、行方昭夫ほか 全18篇の論考
- 中野好夫編 『サマセット・モーム研究 現代英米作家研究叢書』（英宝社、初版1954年、新版1983年 ほか）、木下順二・小津次郎ほか 全11篇の論考
- 後藤武士・増野正衛編 『モーム研究 全集 第31巻』（新潮社、初版1959年）、菅泰男ほか 全9篇の論考
- 行方昭夫 『サマセット・モームを読む』（岩波書店〈岩波セミナーブックス〉、 2010年）